# Susanne von Klettenberg
Susanne von Klettenberg (magyarosan Klettenberg Zsuzsánna Katalin) (Frankfurt am Main, 1723. december 19. - 1774. december 16.)  német írónő.
Ismeretes arról, hogy Goethe anyjával barátságban levén, nagy befolyást gyakorolt Goethére annak ifjúságában. Goethe által megismerkedett Lavaterrel is. Élete és egyénisége tükröződik Goethe Wilhelm Meister című művének egy részében. Irt Néhány egyházi éneket és prózai dolgozatot írt.